# Teodorico II d'Olanda
Teodorico II d'Olanda, in olandese Dirk II van Holland (920/30 – Egmond, 6 maggio 988), fu il terzo (secondo gli Annales Egmundani, fu il secondo) conte d'Olanda dal 939 circa alla sua morte.

## Origine
Secondo il documento n° 28a della Chronologia Johannes de Beke era l'unico figlio del secondo Conte d'Olanda, Teodorico I e della moglie (come confermano gli Annales Egmundani, la moglie di Teodorico I si chiamava Geva), Geva, di cui non si conoscono gli ascendenti, ma di nobili origini (habens in uxorem matronam nobilem, nomine Ghevam).
Teodorico I d'Olanda era figlio del primo conte d'Olanda, Gerulfo II e della moglie, di cui non si conoscono né il nome né gli ascendenti (infatti nel documento n° 28a della Chronologia Johannes de Beke Teodorico viene citato come fratello di Waldgerio, che secondo il Reginonis Chronicon era figlio di Gerulfo II d'Olanda).

## Biografia
Secondo gli Annales Egmundani, Teodorico II era figlio di Teodorico I e succedette al padre come conte d'Olanda.
Gli Annales Egmundani citano Teodorico (molto probabilmente era il padre Teodorico I) conte d'Olanda già verso la fine del regno del Re dei Franchi orientali, Ludovico il Germanico, ma una mano anonima, a margine della pagina ha corretto la data in 894.
Teodorico viene citato in quattro documenti del Oorkondenboek Holland: il n° 30 dalla data incerta (tra il 936 ed il 941); il n° 31 dalla data incerta (tra il novembre ed il dicembre del 941); il n° 33 datato 11 marzo 948; ed infine il n° 35 datato 8 luglio 949; siccome però viene citato solo col nome ed il titolo di conte, non si può essere sicuri che si tratti di Teodorico II o del padre, Teodorico I.
Nel documento n° 65 del Cartulaire de la ville de Gand, Chartes et documents T. I, Liber traditionum sancti Petri Blandiniensis, datato 8 luglio 941, Teodorico II, viene citato col titolo di conte, così come nel documento n° 69, datato 961, in cui Teodorico controfirma un documento di donazione del Conte di Fiandra, Arnolfo I.

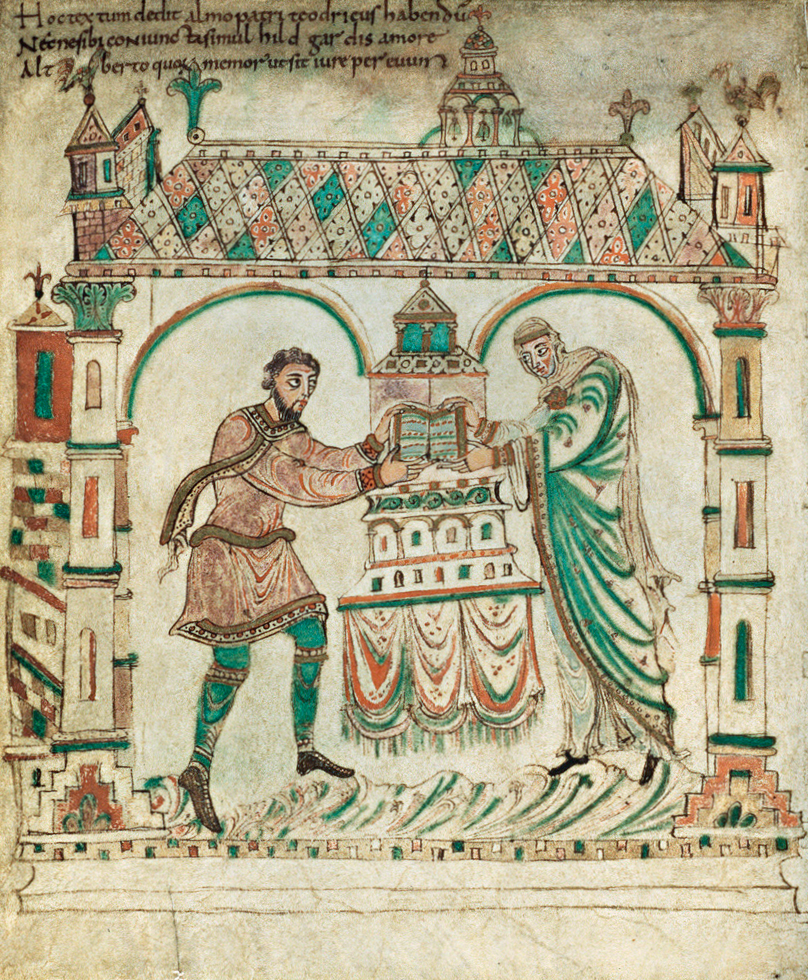
Teodorico II con la moglie Hildegarde depositano l'Evangeliario sull'altare della nuova abbazia di Egmond.

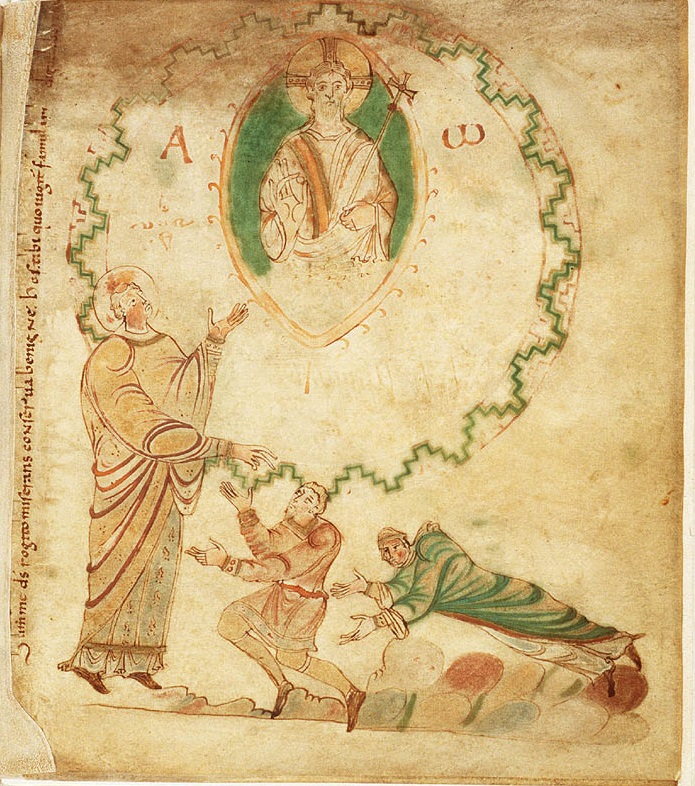
Teodorico e la moglie implorano Sant'Adalberto di intercedere per loro con Cristo, nell'Evangeliario di Egmond.

Dopo la morte del Conte di Fiandra, Arnolfo I, avvenuta nel marzo del 964,Teodorico II occupò Gand, come ci viene confermato dalla nota n° 5 di pag. 72 del Cartulaire de la ville de Gand, Chartes et documents T. I, Liber traditionum sancti Petri Blandiniensis, e, dopo, lo troviamo citato in diversi documenti di donazioni all'abbazia di Saint-Pierre de Gand (in francese:Abbaye Saint-Pierre de Gand):
- nel 964, il giorno stesso della morte di Arnolfo i di Fiandra, col documento n° 36 delle Chartes et documents de l´abbaye de Saint Pierre au Mont Blandin à Gand[14];
- nel 965, per l'anima di Arnolfo I di Fiandra, col documento n° 74 del Liber traditionum sancti Petri Blandiniensis[15];
- nel 969, col documento n° 77 del Liber traditionum sancti Petri Blandiniensis[16];
- nel 970, assieme alla moglie ed al figlio, Arnolfo, col documento n° 80 del Liber traditionum sancti Petri Blandiniensis[17];
- nel 972, assieme alla moglie, col documento n° 83 del Liber traditionum sancti Petri Blandiniensis[18]; e
- nel 974, assieme alla moglie, al Conte di Fiandra, Arnolfo II ed al figlio, Arnolfo, col documento n° 87 del Liber traditionum sancti Petri Blandiniensis[19].

Teodorico viene citato, come sottoscrittore, nel documento n° 255, datato 981, del mittelrheinisches urkundenbuch (non consultato), inerente ad una donazione di suo figlio, Egberto, arcivescovo di Treviri.
Col documento n° 19 del Kaiserkunden Otto III, datato 25 agosto 985, l'Imperatore del Sacro Romano Impero, Ottone III di Sassonia, riconobbe a Teodorico (fideli nostro Theoderico comiti) la proprietà su alcune contee (in comitatibus Masalant, Kinhem, Texla), corrispondenti oggi alla zona compresa tra Hoek van Holland (dove poi sorse Rotterdam) e Gouda, il Kennemerland vicino a Haarlem, e l'isola di Texel nel nord dell'Olanda.
Dopo la morte del Conte di Fiandra, Arnolfo II, avvenuta nel 987,Teodorico II, con altri nobili, controfirmò il documento n° 96, datato 1 Aprile 988, inerente ad una donazione fatta dal nuovo Conte di Fiandra, Arnolfo II, assieme alla madre, Susanna, sua tutrice, all'abbazia di Saint-Pierre di Gand.
Teodorico morì nel 988, come confermano gli Annales Egmundani; anche la Chronologia Johannes de Beke, nel capitolo 36, riporta la morte di Teodorico II precisando che morì il 6 maggio (II Non Mai) 988 e che fu sepolto, vicino al padre Teodorico I, nell'abbazia di Egmond, fatta erigere dai genitori e che lui contribuì a portare a termine, come risulta dal documento n° 88 del Oorkondenboek Holland, datato 1083; anche la Beka's Egmondsch Necrologium, in Oppermann, O. (1933) Fontes Egmundenses a pagina 106 riporta il giorno della morte di Teodorico: 6 maggio (Pridie Non Mai), confermando l'anno (non consultata).

## Discendenza
Teodorico II, tra il 945 ed il 950, aveva sposato Hildegarda, come confermano gli Annales Egmundani, ed anche il documento n° 43 del Oorkondenboek Holland, che sia per la Caroli Magni Progenies a pag. 138 (non consultata) sia per le Europäische Stammtafeln, vol. II, 5 (non consultate) era Hildegarda di Fiandra (in olandese Hildegard van Vlaanderen, prima del 933-10 aprile 990), che, sempre secondo le Europäische Stammtafeln, vol. II, 5 (non consultate) era figlia del Conte di Fiandra, Arnolfo I, e della sua seconda moglie, Adele di Vermandois. Secondo alcuni storici, tra cui Gerhard Rösch, era figlia della sua prima moglie di cui non si conoscono né il nome né gli ascendenti, citata sempre nelle Europäische Stammtafeln, vol. II, 5 (non consultate). Hildegarda viene citata diverse volte, assieme al marito, nei documenti del Cartulaire de la ville de Gand, Chartes et documents T. I, Liber traditionum sancti Petri Blandiniensis, e dal documento n° 88 del Oorkondenboek Holland, viene ricordata, sempre assieme al marito, nell'opera di realizzazione , dell'abbazia di Egmond. Hildegarda morì nel 990, sempre secondo le Europäische Stammtafeln, vol II, 5 (non consultate); anche la Chronologia Johannes de Beke, nel capitolo 36, riporta la morte di Hildegarda precisando che morì l'11 aprile (iii ydus Aprilis) 990 e che fu sepolta, vicino al marito Teodorico II, nell'abbazia di Egmond; mentre la Beka's Egmondsch Necrologium, in Oppermann, O. (1933) Fontes Egmundenses a pagina 106 riporta il giorno della morte di Hildegarda: il 10 aprile (IV Id Apr), confermando l'anno (non consultata). Da Hildegarda Teodorico II ebbe tre (o quattro) figli:
- Arnolfo[1] (950/55 - 993), che succedette al padre come conte d'Olanda[2];
- Egberto[31] ( † 993), arcivescovo di Treviri;
- Erlinda[32], badessa a Egmond e poi a Bennsbrock[20];
- una figlia di cui non si conosce il nome, che secondo il Cartulaire de la ville de Gand, Chartes et documents T. I, Liber traditionum sancti Petri Blandiniensis, aveva sposato Everardo di Tournai[33].

## Ascendenza
|                       |   |   | Genitori |  |  | Nonni |  |  | Bisnonni            |  |  | Trisnonni           |  |
|                       |   |   |          |  |  |       |  |  | Gerulfo I di Frisia |  |  | Teodorico di Frisia |  |
|                       |   |   |          |  |  |       |  |  | Gerulfo I di Frisia |  |  | Teodorico di Frisia |  |
|                       |   | … |          |  |  |       |  |  | Gerulfo I di Frisia |  |  |                     |  |
| Gerulfo II d'Olanda   |   |   |          |  |  |       |  |  | Gerulfo I di Frisia |  |  |                     |  |
|                       |   | … | …        |  |  |       |  |  |                     |  |  |                     |  |
|                       |   | … | …        |  |  |       |  |  |                     |  |  |                     |  |
|                       |   | … | …        |  |  |       |  |  |                     |  |  |                     |  |
| Teodorico I d'Olanda  |   | … |          |  |  |       |  |  |                     |  |  |                     |  |
|                       |   | … | …        |  |  |       |  |  |                     |  |  |                     |  |
|                       |   | … | …        |  |  |       |  |  |                     |  |  |                     |  |
|                       |   | … | …        |  |  |       |  |  |                     |  |  |                     |  |
| …                     |   | … |          |  |  |       |  |  |                     |  |  |                     |  |
|                       |   | … | …        |  |  |       |  |  |                     |  |  |                     |  |
|                       |   | … | …        |  |  |       |  |  |                     |  |  |                     |  |
|                       |   | … | …        |  |  |       |  |  |                     |  |  |                     |  |
| Teodorico II d'Olanda |   | … |          |  |  |       |  |  |                     |  |  |                     |  |
|                       | … | … |          |  |  |       |  |  |                     |  |  |                     |  |
|                       | … | … |          |  |  |       |  |  |                     |  |  |                     |  |
|                       | … | … |          |  |  |       |  |  |                     |  |  |                     |  |
| …                     | … |   |          |  |  |       |  |  |                     |  |  |                     |  |
|                       |   | … | …        |  |  |       |  |  |                     |  |  |                     |  |
|                       |   | … | …        |  |  |       |  |  |                     |  |  |                     |  |
|                       |   | … | …        |  |  |       |  |  |                     |  |  |                     |  |
| Geva                  |   | … |          |  |  |       |  |  |                     |  |  |                     |  |
|                       |   | … | …        |  |  |       |  |  |                     |  |  |                     |  |
|                       |   | … | …        |  |  |       |  |  |                     |  |  |                     |  |
|                       |   | … | …        |  |  |       |  |  |                     |  |  |                     |  |
| …                     |   | … |          |  |  |       |  |  |                     |  |  |                     |  |
|                       |   | … | …        |  |  |       |  |  |                     |  |  |                     |  |
|                       |   | … | …        |  |  |       |  |  |                     |  |  |                     |  |
|                       |   | … | …        |  |  |       |  |  |                     |  |  |                     |  |
|                       |   | … |          |  |  |       |  |  |                     |  |  |                     |  |